# Leucoscypha ricciae
Leucoscypha ricciae är en svampart som först beskrevs av P. Crouan & H. Crouan, och fick sitt nu gällande namn av Dennis 1971. Leucoscypha ricciae ingår i släktet Leucoscypha och familjen Pyronemataceae.   Inga underarter finns listade i Catalogue of Life.